# 奥村智洋
奥村 智洋（おくむら ともひろ、1969年 6月1日 - ）は、東京生まれのヴァイオリニストである。

## 経歴
4歳からヴァイオリンを始める。鷲見三郎、堀正文、江藤俊哉、ドロシー・ディレイ、川崎雅夫、フェリックス・ガリミアに師事。1984年、第53回日本音楽コンクールで第1位・増沢賞を受賞。東京都立富士高校卒業後、奨学生としてジュリアード音楽院に留学。1990年、 カーネギー・ホールでニューヨーク・コンサート・オーケストラとラロの『スペイン交響曲』を弾いてニューヨークにデビューした。1992年、カール・フレッシュ国際ヴァイオリン・コンクール入賞、同時にパガニーニの演奏に対して特別賞を受けた。1993年、ナウムバーグ国際ヴァイオリン・コンクール優勝。

## 演奏活動
1993年以来、全米各地のオーケストラと共演。1994年2月、リンカーン・センターのアリス・タリー・ホールでニューヨーク・デビュー・リサイタル、ジョン・F・ケネディ・センター、フリックミュージアム（ピッツバーグ）、ガードナーミュージアム、クラナートセンター等でリサイタルを行った。 日本では、NHK交響楽団、読売日本交響楽団、新日本フィルハーモニー交響楽団、東京交響楽団、セントラル愛知交響楽団、オーケストラ・アンサンブル金沢と共演したほか、浜離宮朝日ホール、東京オペラシティリサイタルホール、宝塚市立文化施設ベガ・ホールなどでリサイタルを行った。 2000年5月より2012年3月まで、代官山ヒルサイドプラザにて「奥村智洋サロン・コンサートシリーズ」年1～2回開催。 2002年より日本に本拠を置き、日本、米国、欧州など各地で演奏活動を行っている。また、2009年4月より国立音楽大学附属中学校・高等学校にて非常勤講師も務めている。

## ディスコグラフィー
- 『ラロ：スペイン交響曲／グラズノフ：ヴァイオリン協奏曲』 キンボー・イシイ＝エトウ（指揮）スロヴァキア・フィルハーモニック・オーケストラ（Slovart Records, 1997年）
- 『アンコール!!（ヴァイオリン小品集）』林絵里（ピアノ）（フォンテック、2002年12月25日）
- 『バッハ：無伴奏ヴァイオリンのためのソナタ&パルティータ』（アウローラ・クラシカル、2012年4月25日）